# Kamanová
Kamanová este o comună slovacă, aflată în districtul Topoľčany din regiunea Nitra. Localitatea se află la altitudinea de 158 m deasupra n.m., se întinde pe o suprafață de 6,42 km2 și în 2017 număra 625 de locuitori.

## Istoric
Localitatea Kamanová este atestată documentar din 1419.

## Demografie
| An:                | 1994 | 2004   | 2014   | 2024   |
| ------------------ | ---- | ------ | ------ | ------ |
| Număr de persoane: | 573  | 619    | 604    | 596    |
| Diferență:         |      | +8,02% | −2,42% | −1,32% |

| An:                | 2023 | 2024   |
| ------------------ | ---- | ------ |
| Număr de persoane: | 605  | 596    |
| Diferență:         |      | −1,48% |